# Christiane Gibiec
Christiane Gibiec (* 2. April 1949 in Oldenburg) ist eine deutsche Schriftstellerin.

## Leben
Nach einem Studium der Germanistik und Sozialwissenschaft absolvierte Christiane Gibiec ein Volontariat bei den „Wupper Nachrichten“ in Wuppertal. Sie unterrichtet kreatives Schreiben und arbeitet als Dozentin für Journalistisches Schreiben. Seit 1985 ist sie als freie Journalistin tätig, seit 1990 als freie Schriftstellerin und seit 1995 auch als Filmemacherin im Bereich Dokumentarfilm. Sie lebt in Wuppertal.
Christiane Gibiec ist Verfasserin von historischen Kriminalromanen, Sachbüchern und Fernsehdrehbüchern.

## Werke
- Tatort Krankenhaus. Der Fall Michaela Roeder. Dietz-Verlag, Bonn 1990, ISBN 3-8012-3036-8.
- Eine Kugel für Mata Hari – Bergischer Krimi. Emons-Verlag, Köln 1997, ISBN 3-924491-96-8.
- Türkischrot – Historischer Krimi. Emons-Verlag, Köln 1999, ISBN 3-89705-161-3.
- Die Reise nach Helsinki – Historischer Kriminalroman. Emons-Verlag, Köln 2004, ISBN 3-89705-317-9.
- Fünf Monde – Historischer Roman. Emons-Verlag, Köln 2006, ISBN 3-89705-422-1.
- Ein Beweger, ein Impulsator. Der Lackfabrikant Dr. Kurt Herberts. Nordpark Verlag, Wuppertal 2010, ISBN 978-3-935421-49-2.
- Katzensprung – Bergischer Krimi. Emons-Verlag, Köln 2012, ISBN 978-3-95451-011-5.
- Marlene und das Krokodil. (Illustration und Gestaltung Sarah Bradenbrink) Edition Köndgen, Wuppertal 2012, ISBN 978-3-939843-23-8.
- Else blau. Biografischer Roman. Bergischer Verlag, Remscheid 2014, ISBN 978-3-943886-26-9.
- Geschichten vom Klingholzberg, Interviews. Broschüre, Hrsg.: Sozialdienst katholischer Frauen e.V. (SkF) Wuppertal
- Unruhe - Unsre Sehnsucht nennt man Wahn und Traum. Biografischer Roman über Annette von Droste-Hülshoff, Rote Katze Verlag, Lübeck 2022, ISBN 978-3-9824516-6-4.